# فرودگاه پراسلین آیلند
 فرودگاه پراسلین آیلند (به انگلیسی: Praslin Island Airport) یک فرودگاه همگانی با کد یاتا PRI است که یک باند فرود بتن دارد و طول باند آن ۱۴۰۵ متر است. این فرودگاه در کشور سیشل قرار دارد و در ارتفاع ۳ متری از سطح دریا واقع شده است.